# Climatologie
Climatologia este o ramură științifică interdisciplinară între meteorologie și geografie. Ea se ocupă cu studiul climei, care se referă la valorile medii anuale ale indicatorilor meteorologici într-un anumit loc geografic. Acest studiu cuprinde observarea și măsurarea elementelor vremii și anume a radiațiilor, temperaturii, presiunii atmosferice, a curenților de aer, ținând cont de situarea pe glob și alți factori geografici care influențează aceste valori ca de exemplu: latitudinea, longitudinea, altitudinea, relieful, solul și vegetația. Se poate deosebi în cadrul climei „microclima", „mezoclima" și „macroclima".
Climatologia este o ramură a științelor atrmosferei care se referă la descrierea climatului și analiza cauzelor diferențelor și modificărilor climei, precum și a consecințelor lor practice. Climatologia tratează aceleași procese atmosferice ca și meteorologia, însă urmărește, de asemenea, să identifice influențele care acționează mai lent și modificările pe termen mai lung ale importanței acestora, inclusiv circulația oceanelor și variațiile mici încă măsurabile ale intensității radiației solare. Climatologia s-a dezvoltat pe două direcții principale: climatologia regională și climatologia fizică. Prima abordare constă în studiul fenomenelor discrete și caracteristice ale vremii dintr-o zonă continentală sau subcontinentală particulară. A doua abordare implică analiza statistică a numeroaselor elemente ale vremii menționate mai sus (radiații, temperatură etc), precum și examinarea detaliată a relațiilor fundamentale între aceste elemente.

## Istoric

Harta clasificării climatice Köppen-Geiger, una dintre cele mai utilizate clasificări climatice

Climatologia are o istorie îndelungată, cu rădăcini în civilizațiile antice care au observat și documentat tiparele meteorologice sezoniere. Hipocrate a scris despre relația dintre climă și sănătate în lucrarea sa "Despre aere, ape și locuri" (circa 400 î.Hr.). Aristotel a dezvoltat primele teorii despre fenomenele atmosferice în "Meteorologica" (350 î.Hr.).
Dezvoltarea instrumentelor meteorologice în secolele XVII-XVIII (termometrul, barometrul, higrometrul) a permis măsurători cantitative și sistematice ale parametrilor atmosferici. În 1686, Edmund Halley a publicat prima hartă a vânturilor alizee, reprezentând un moment crucial în înțelegerea circulației atmosferice globale.
Alexander von Humboldt a contribuit semnificativ la dezvoltarea climatologiei moderne în secolul XIX, introducând conceptul de izotermă (linie ce unește puncte cu aceeași temperatură) și realizând măsurători comparative globale. În 1817, el a publicat prima hartă cu izoterme a temperaturii medii anuale.
Wladimir Köppen a dezvoltat în 1884 sistemul de clasificare climatică Köppen, perfecționat ulterior cu Rudolf Geiger, care rămâne unul dintre cele mai utilizate sisteme de clasificare climatică la nivel mondial.
Climatologia modernă s-a dezvoltat semnificativ în secolul XX, odată cu avansarea tehnicilor computaționale și a modelării numerice. Crearea primelor modele globale de circulație atmosferică în anii 1950-1960 a marcat începutul erei moderne a modelării climatice.

## Ramuri ale climatologiei
Climatologia contemporană include numeroase specializări:

### Paleoclimatologia
Studiază climatul din trecut, utilizând proxy-uri climatice precum inelele copacilor, carotele de gheață, sedimentele lacustre și marine, și stalagmitele. Aceste arhive naturale conțin informații despre condițiile climatice de acum mii sau milioane de ani și permit reconstrucția variabilității climatice pe termen lung.

### Climatologia dinamică
Se concentrează pe procesele fizice care determină clima, utilizând ecuațiile de mișcare a fluidelor și principiile termodinamicii pentru a înțelege circulația atmosferică și oceanică. Această ramură este strâns legată de meteorologia dinamică, dar se concentrează pe fenomene la scară mai mare și pe perioade mai lungi.

### Climatologia sinoptică
Analizează relațiile dintre tipurile de circulație atmosferică și climatele locale/regionale. Utilizează date de la stațiile meteorologice și hărți sinoptice pentru a clasifica tipurile de vreme și a identifica modele recurente.

### Climatologia aplicată
Folosește cunoștințele climatologice pentru a rezolva probleme practice în agricultură, urbanism, transport, energie, sănătate și alte domenii. Include aplicații precum zonarea agroclimatică, evaluarea potențialului energetic eolian și solar, sau analiza confortului bioclimatic.

### Climatologia urbană
Studiază climatul specific zonelor urbane, fenomenul de "insulă de căldură urbană" și interacțiunile dintre structurile urbane și atmosferă. Această ramură devine tot mai importantă pe măsură ce urbanizarea continuă la nivel global.

### Bioclimatologia
Explorează relațiile dintre climă și organisme vii, inclusiv adaptările plantelor și animalelor la condițiile climatice și impactul variațiilor climatice asupra ecosistemelor și sănătății umane.

### Climatologia satelitară
Utilizează datele colectate de sateliți pentru monitorizarea parametrilor climatici la scară globală, oferind o perspectivă completă asupra proceselor atmosferice și acoperire în zone unde observațiile tradiționale sunt limitate.

## Metodologie și instrumente

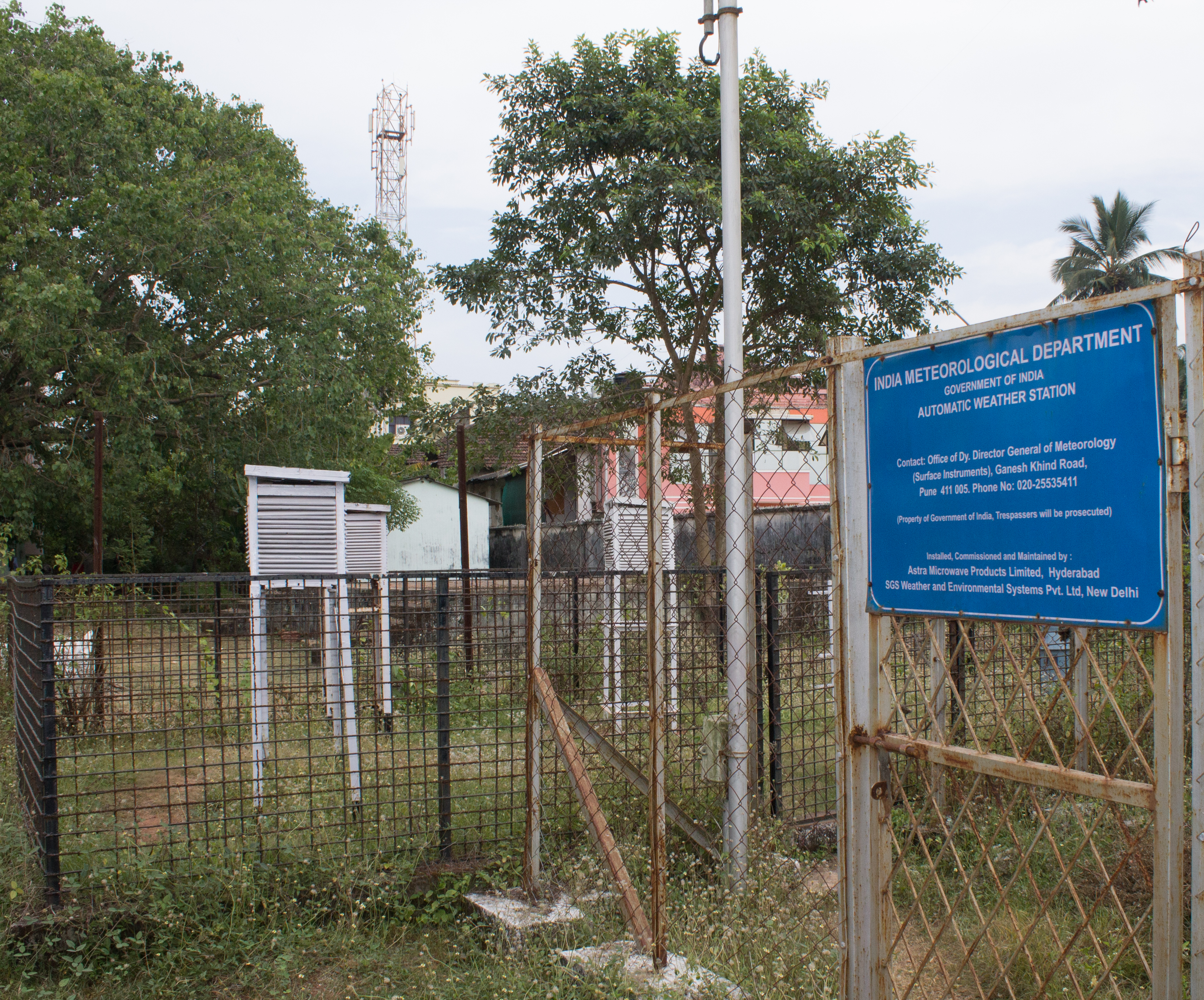
Stație meteorologică automatizată pentru colectarea datelor climatice

Climatologia utilizează diverse metode și instrumente pentru colectarea, analiza și interpretarea datelor:

### Rețele de observații
- Stații meteorologice terestre - măsoară parametri precum temperatura, precipitațiile, umiditatea, presiunea atmosferică și vântul
- Balize oceanice - monitorizează temperatura apei, salinitatea și curenții oceanici
- Radiosonde - baloane meteorologice care măsoară parametri atmosferici la diferite altitudini
- Sateliți meteorologici și climatici - furnizează date globale despre radiația solară, temperatura suprafeței, acoperirea norilor și alți parametri

### Instrumente de analiză
- Modele climatice - simulări computerizate ale sistemului climatic, de la modele simple unidimensionale până la modele complexe ale sistemului Pământ
- Sisteme Informaționale Geografice (GIS) - integrează date spațiale pentru analiza distribuției parametrilor climatici
- Tehnici statistice - analiza seriilor temporale, regresii, analize de frecvență pentru identificarea tendințelor și ciclurilor
- Tehnici de downscaling - adaptarea rezultatelor modelelor globale la scară regională sau locală[6]

### Arhive climatice
- Arhive instrumentale - serii de date obținute prin măsurători directe, unele datând din secolul XVII
- Arhive documentare - jurnale, cronici istorice, înregistrări agricole care menționează fenomene meteorologice
- Arhive naturale - inele ale copacilor, carote de gheață, sedimente, speleoteme, polen fosil

## Clasificări climatice
Clasificările climatice sunt sisteme de categorizare a climelor bazate pe diferite criterii. Principalele sisteme de clasificare includ:

### Clasificarea Köppen-Geiger
Cel mai utilizat sistem, dezvoltat de Wladimir Köppen și perfecționat de Rudolf Geiger, se bazează pe temperatură, precipitații și vegetație. Identifică cinci grupe climatice principale (A - tropical, B - arid, C - temperat, D - continental, E - polar), subdivizate în funcție de distribuția sezonieră a temperaturii și precipitațiilor.

### Clasificarea Thornthwaite
Dezvoltată de C. Warren Thornthwaite, se bazează pe eficiența precipitațiilor și evapotranspirație potențială, fiind utilă pentru aplicații agricole și hidrologice.

### Clasificarea Budyko
Se bazează pe bilanțul energetic și al apei, reflectând relația dintre energia disponibilă și precipitații.

### Clasificarea Bergeron
Dezvoltată de Tor Bergeron, categorizează climele pe baza maselor de aer predominante și fronturilor atmosferice.

## Schimbările climatice

Anomaliile de temperatură globală față de media 1951-1980

Schimbările climatice reprezintă unul dintre cele mai importante domenii de cercetare în climatologia contemporană. Aceasta implică:

### Detectarea și atribuirea
Identificarea schimbărilor în sistemul climatic și determinarea cauzelor acestora, diferențiind între variabilitatea naturală și influențele antropice. Metodele includ analiza statistică a seriilor temporale, modelarea climatică și studii de atribuire.

### Proiecții climatice
Utilizarea modelelor climatice pentru a estima evoluția viitoare a climei sub diferite scenarii de emisii de gaze cu efect de seră. Aceste proiecții informează politicile de atenuare și adaptare la schimbările climatice.

### Impacturi și vulnerabilități
Evaluarea consecințelor schimbărilor climatice asupra sistemelor naturale și umane, inclusiv asupra resurselor de apă, agriculturii, ecosistemelor, zonelor de coastă și sănătății umane.

### Adaptare și reziliență
Dezvoltarea strategiilor pentru reducerea vulnerabilității la schimbările climatice și creșterea capacității de adaptare a societăților și ecosistemelor.

## Climatologia în România
România are o tradiție importantă în cercetarea climatologică, cu contribuții semnificative la înțelegerea climatului regional:

### Istoric
Primele observații meteorologice sistematice în România datează din secolul XIX. În 1884, a fost înființat Institutul Meteorologic din București, sub conducerea lui Ștefan Hepites, marcând începutul observațiilor meteorologice moderne în România.

### Cercetători români remarcabili
- Nicolae Topor - a realizat studii fundamentale asupra precipitațiilor și secetelor în România
- Constantin Doneaud - contribuții importante la climatologia Mării Negre și a litoralului românesc
- Vintilă Mihăilescu - studii privind regionarea climatică a României
- Ion Florin Mihăilescu - cercetări în domeniul agroclimatologiei
- Octavia Bogdan - studii de bioclimatologie și climatologie aplicată

### Particularități climatice
România prezintă o mare diversitate climatică, datorită poziției geografice și configurației reliefului:
- Climat temperat-continental cu influențe oceanice în vest
- Climat temperat-continental cu nuanțe excesive în est și sud-est
- Climat temperat-continental cu influențe submediteraneene în sud-vest
- Etajare climatică în zonele montane
- Topoclimate specifice în Depresiunea Transilvaniei, Delta Dunării și zona litorală[10]

## Aplicații practice
Climatologia are numeroase aplicații practice în diverse domenii:

### Agricultură
- Zonarea agroclimatică pentru optimizarea utilizării terenurilor
- Calendare agricole bazate pe date climatice
- Sisteme de avertizare pentru fenomene extreme (îngheț, secetă, grindină)
- Adaptarea practicilor agricole la schimbările climatice

### Energie
- Evaluarea potențialului pentru energie regenerabilă (solară, eoliană)
- Optimizarea producției și distribuției energiei în funcție de condițiile climatice
- Estimarea cererii de energie pentru încălzire și răcire

### Urbanism și arhitectură
- Proiectarea clădirilor adaptate la condițiile climatice locale
- Planificarea urbană pentru reducerea efectului de insulă de căldură
- Evaluarea confortului termic în spațiile interioare și exterioare

### Transport
- Planificarea operațiunilor de deszăpezire și întreținere a infrastructurii
- Evaluarea riscurilor climatice pentru infrastructura de transport
- Optimizarea rutelor de transport în funcție de condițiile climatice

### Sănătate
- Sisteme de avertizare pentru valuri de căldură și alte fenomene extreme cu impact asupra sănătății
- Studiul relațiilor dintre climă și răspândirea bolilor
- Planificarea resurselor medicale în funcție de sezonalitate și variabilitate climatică

### Turism
- Evaluarea potențialului pentru diferite forme de turism în funcție de condițiile climatice
- Calendare turistice adaptate condițiilor climatice sezoniere
- Informații climatice pentru turiști și operatori turistici[11]

## Provocări contemporane
Climatologia contemporană se confruntă cu diverse provocări conceptuale și metodologice:

### Complexitatea sistemului climatic
Sistemul climatic implică interacțiuni complexe între atmosferă, oceane, criosferă, biosferă și litosferă, care operează la scale spațiale și temporale foarte diferite.

### Incertitudinile
Incertitudinile persistă în înțelegerea și modelarea unor procese climatice, în special nori și aerosoli, feedbackuri climatice, și sensibilitatea climei la diferite forțaje.

### Variabilitatea naturală
Separarea semnalului schimbărilor climatice antropice de variabilitatea naturală reprezintă o provocare metodologică importantă.

### Limitări ale modelelor
Modelele climatice, deși avansate, au încă limitări în reprezentarea unor procese la scară fină și în simularea precisă a fenomenelor extreme.

### Datele observaționale
Lacunele în rețelele de observații și neomogenitățile în seriile de date climatice istorice afectează calitatea analizelor climatice.

### Comunicarea științifică
Comunicarea eficientă a conceptelor climatologice, a incertitudinilor și a riscurilor climatice către factorii de decizie și publicul larg reprezintă o provocare continuă.